# Carl Lundstedt
Carl Magnus Lundstedt, född 30 september 1780 i Malmö, död 6 maj 1847 i Kalmar, var en svensk borgmästare, tecknare och snidare.
Han var son till tullbesökaren Johan Jacob Lundstedt och Gunilla Maria Werlin samt från 1816 gift med Emma Dahl. Lundstedt blev student vid Lunds universitet 1798 och landssekreterare i Kalmar 1818  samt borgmästare där 1838. Hans konst består av teckningar samt snidade föremål i elfenben och trä. Lundstedt finns representerad vid bland annat Kalmar läns museum.